# Fachwortschatz
Als Fachvokabular oder Fachwortschatz bezeichnet man die Wörter einer Fachsprache. Die einzelnen Wörter sind folglich Fachwörter. Sie werden auch als termini technici bezeichnet. Fachvokabulare unterscheiden sich oft gravierend vom gemeinsprachlichen Wortschatz. Einzelne Wörter können völlig andere Bedeutungen haben und in den meisten Fällen ist eine sehr große Zahl der Fachwörter nur für die Fachleute verständlich, die die dazugehörigen Begriffe kennen.

## Beispiele für den Unterschied zwischen gemeinsprachlichem und fachsprachlichem Wortschatz
In der Alltagssprache versteht man unter dem Wort „Phrase“ so etwas wie eine nichtssagende, stereotype Aussage; in der Linguistik ist „Phrase“ ein Begriff, der aus dem amerikanischen Strukturalismus stammt und eine Konstituente (einen Satzteil) eines Satzes, als Randfall auch den Satz selbst bedeutet.
Etwas Ähnliches lässt sich beim Wort „Satz“ beobachten: Es bedeutet in der Alltagssprache unter anderem: „Sprung“ (einen Satz machen), ein Abschnitt in einem Spiel („erster Satz“ in einem Tennismatch), eine mündliche oder schriftliche Äußerung; in der Linguistik ist ein Satz eine Formulierung, die bestimmten grammatischen Bedingungen genügt. Hier möge ein  Hinweis auf das Problem genügen, dass es in der Linguistik je nach theoretischem Standpunkt eine Vielzahl von Definitionen des Begriffs „Satz“ gibt.
Solche Vergleiche zwischen dem Wortschatz der Alltagssprache und dem der Fachsprache/Wissenschaftssprache lassen sich in vielfacher Weise erweitern. Einige derartige Beispiele aus dem Bereich des Computerwortschatzes präsentiert Wichter (1991).

## Dokumentation
Fachwortschätze werden in Fachwörterbüchern dokumentiert. Fachwörter bezeichnen in vielen Fällen hochpräzise Begriffe. So definiert Bußmann den Begriff „Wortform“ als „Konkret realisierte grammatische Form eines Wortes im Kontext eines Satzes.“ Ob eine solche Definition im strengen Sinne des Wortes als „hochpräzise“ verstanden wird, mag einmal dahingestellt bleiben; sicher ist sie aber präziser, eindeutiger, als wenn man Sprecher ohne linguistische Kenntnisse nach demselben Ausdruck befragt. Solche Fachwörter, und noch mehr Begriffe wie Morph, Morphem und Allomorph, eignen sich besonders gut für genaues Übersetzen in andere Sprachen. Aus diesem Grund sind viele Fachwörterbücher mehrsprachig angelegt. So führt zum Beispiel Lewandowski zu vielen deutschsprachigen Begriffen die englischen, französischen und russischen Entsprechungen an.

## Zum Wortschatz der Fach- und der Gemeinsprache
Die Schätzungen, wie umfangreich der Wortschatz des Deutschen ist, gehen auseinander, stimmen aber insofern überein, dass es sich um viele Millionen Wörter handelt, wenn man einmal alle Fachsprachen und die Gemeinsprache zusammen betrachtet. Als Hinweis auf die Dimension der Gemeinsprache kann man die Wörterbücher des Deutschen betrachten, die maximal über 500000 Stichwörter enthalten. Sie enthalten auch einen Anteil an Fachwortschatz, der eben schon in die Gemeinsprache übernommen wurde.
Einen bezeichnenden Hinweis auf das Verhältnis zwischen fachsprachlichem und gemeinsprachlichem Wortschatz kann man am Beispiel des Computerwortschatzes gewinnen, dessen Entwicklung von 1952 bis 1989 beobachtet und als Beispiel für das Piotrowski-Gesetz berechnet wurde. Bis zu diesem Jahr betrug der Computerwortschatz 26100 Stichwörter; in die Gemeinsprache waren aber nur 218 Wörter übergegangen. Die Zahlenverhältnisse werden inzwischen in der Computersprache und auch in anderen fachlichen Bereichen andere sein; es wird aber deutlich, dass im Bereich der Fachsprachen mit sehr vielen Wörtern zu rechnen ist, die nicht in die Gemeinsprache übernommen sind.